# Jan Včelák

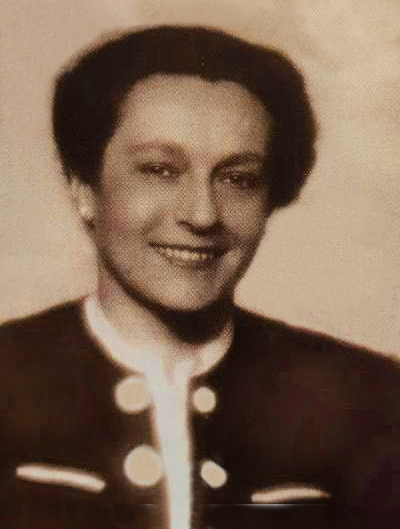
Jeho manželka Jitka Včeláková, rozená Veselá (* 21. října 1901 – 24. října 1942 KT mauthausen)

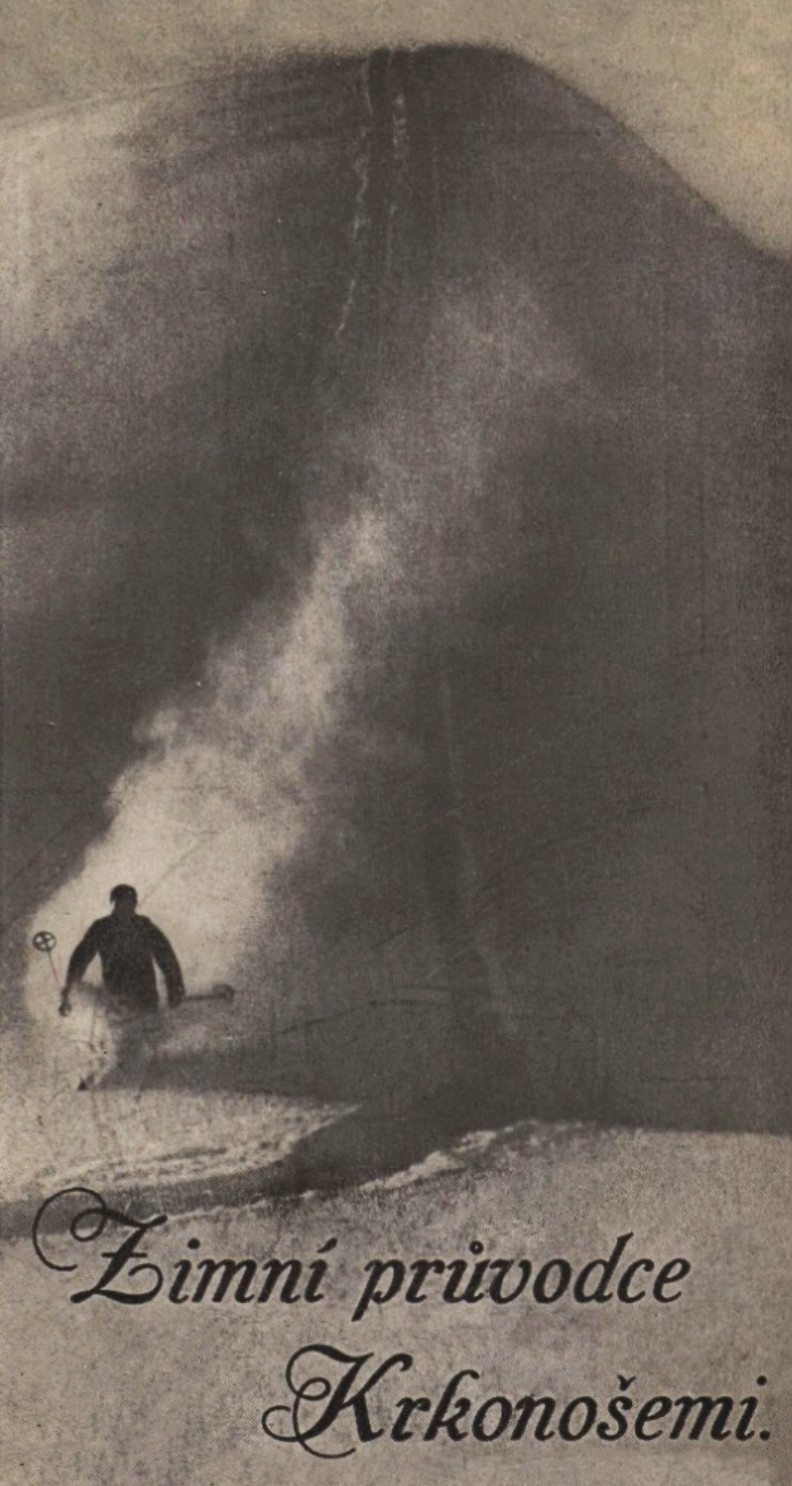
Titulní strana 64stránkové turistické příručky Zimní průvodce Krkonošemi

Jan Včelák (4. dubna 1896 Praha – 24. října 1942 koncentrační tábor Mauthausen) byl český pneumolog. Za Protektorátu Čechy a Morava vykonával funkci generálního tajemníka Masarykovy ligy proti tuberkulóze. Spolu se svojí manželkou Jitkou Včelákovou (rozenou Veselou) pomáhal v domácím protiněmeckém odboji. Oba manželé Včelákovi se zapojili do řad podporovatelů a pomocníků parašutistů výsadku Anthropoid.

## Život

### Studia a činnost do nastolení protektorátu
Jan Včelák se narodil 4. dubna 1894 v Praze. Po středoškolském studiu absolvoval vysokoškolské na Lékařské fakultě Univerzity Karlovy v Praze a stal se lékařem – pneumologem se specializací na ftizeologii. V mládí se intenzivně věnoval turismu, skautingu a trampingu (měl přezdívku „Čuleň“) a patřil mezi zakládající členy osady Ztracená naděje (tzv. Ztracenky) – jedné z nejstarších trampských osad v České republice. (Od roku 1912 byl členem různých skautských oddílů.) V roce 1924 publikoval v Praze vlastním nákladem a pod literárním pseudonymem „Čmeli“ Zimního průvodce Krkonošemi. Pod svým vlastním jménem Jan Včelák pak psal a publikoval odborné ftizeologické práce, jejichž obsahem byly informace o prevenci, diagnóze a léčení plicní tuberkulózy (TBC). V protektorátní době vykonával funkci generálního tajemníka Masarykovy ligy proti tuberkulóze, která sídlila (až do ukončení své činnosti) v činžovním domě na adrese: Náměstí Kinských 602/2. V tomto domě také manželé Jan a Jitka Včelákovi rovněž bydleli.

### Odbojová činnost
V protektorátní době se domácího odboje účastnila řada činovníků (členů) Masarykovy ligy proti tuberkulóze (Petr Fafek, Rela Fafková, Liboslava Fafková, Anna Šrámková, Marie Karbanová, Jan Sonnevend, MUDr. Karel Svěrák, MUDr. Soběslav Sobek, Marie Sobková, JUDr. Jiří Pleskot). Jejich ilegální aktivity spočívaly v podpoře a ukrývání parašutistů připravujících útok na zastupujícího říšského protektora Reinhadra Heydricha. Nejinak tomu bylo v případě Jana Včeláka a jeho manželky Jitky Včelákové. Včelákovi zapojil do podpory parašutistů Jan Sonnevend a Petr Fafek.

Jejich nejbližší spolupracovníci v odboji
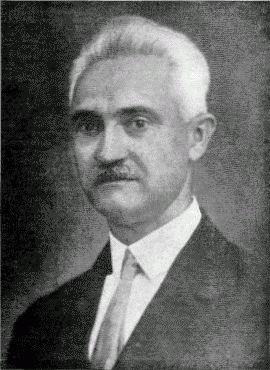
Jan Sonnevend
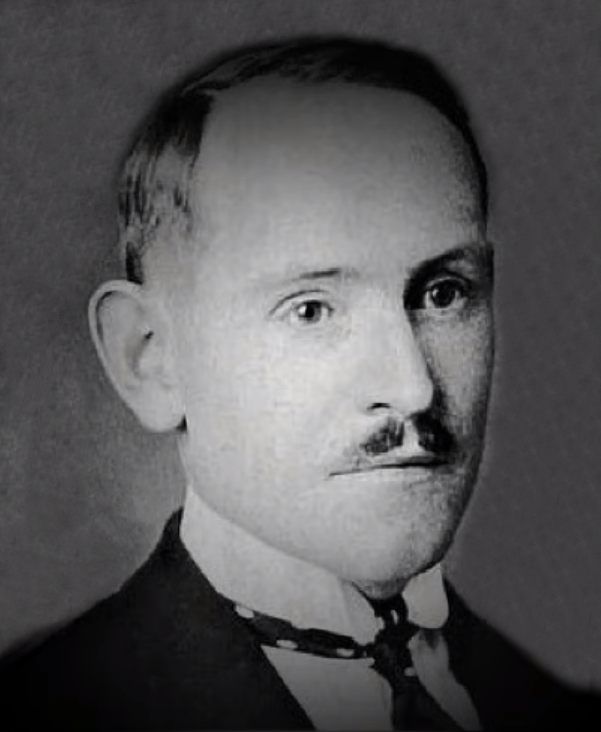
Petr Fafek

### Zatčení, výslechy, věznění, ...
MUDr. Jan Včelák byl zatčen 3. července 1942. Ve stejný den (tj. 3. července 1942) byli v Praze zatčeni i další podporovatelé výsadkářů z Velké Británie (a to včetně Anthropoidu). Jednalo se o sokolské odbojáře JUDr. Františka Slavíčka (ředitele Všeobecné nemocenské pojišťovny v Praze, člen ilegální organizace „Jindra“), jeho manželku Marii Slavíčkovou (rozenou Smrčkovou, * 3. října 1899) a jejich děti Ludmilu Slavíčkovou (* 11. září 1925) a Otakara Slavíčka (* 18. září 1920). (Rodina Slavíčkových podporovala parašutisty a to zejména tím, že pro ně zajišťovala dokumenty.) Zatčení v té době neunikli ani další podporovatelé členů výsadku Anthropoid: Alexandr Miniv (* 28. května 1895) a jeho manželka Marie Minivová (rozená Ebelová, * 12. září 1907).
Janova choť Jitka Včeláková byla zatčena o den později (4. července 1942) než její manžel.
Oba manželé Včelákovi byli vězněni na pražském Karlově náměstí.  Německý stanný soud v Praze je odsoudil v nepřítomnosti k trestu smrti. Následně byli přemístěni 17. září 1942 do policejní věznice v Malé pevnosti Terezín a odtud pak byli hromadným transportem s ostatními pomocníky (podporovateli) a příbuznými parašutistů deportováni 22. října 1942 do koncentračního tábora Mauthausen. Tam transport dorazil 23. října 1942 a následujícího dne (24. října 1942) byla Jana Včeláková zavražděna střelou z malorážní pistole do týla v odstřelovacím koutě mauthausenského „bunkru“ při fiktivní lékařské prohlídce. Její manžel Jan Včelák byl usmrcen na stejném místě a identickým způsobem téhož dne.
Jejich nezletilé děti – Renata Včeláková (* 1930) a Ivo Včelák (* 1933) popraveni nebyli, ale byli přemístěni (jako ostatně většina nezletilých dětí zatčených a popravených účastníků protiněmeckého odboje) do internačního tábora ve Svatobořicích.

## Publikační činnost
- ČMELI (resp. Jan Včelák). Zimní průvodce Krkonošemi. Praha: Vlastním nákladem autora, 1924; 64 stran.
- VČELÁK, Jan. Čo má každý občan vedieť o tuberkulóze?. Liptovský Sv. Mikuláš: [s.n.], 1931; 20 stran; Knižnica Masarykovej Ligy proti tuberkulóze; číslo 11.
- VČELÁK, Jan. Čo má každý vedieť o tuberkulóze. Lipt. Mikuláš: [s.n.], 1931; 20 stran
- VČELÁK, Jan. Lidová přednáška o tuberkulose. V Praze: Nákladem Masarykovy ligy proti tuberkulose, 1938. 14 stran.
- VČELÁK, Jan. Něco málo o tuberkulose. V Praze: Nákladem Masarykovy ligy proti tuberkulose, 1940; 23 stran.

## Připomínky
- Na pražském hřbitově Malvazinky se nachází rodinný hrob s kenotafem, který je věnován vzpomínce na Jana Včeláka a jeho manželku Jitku Včelákovou.[17] Na kenotafu je nápis: IN MEMORIAM / MUDR JAN VČELÁK 18 4/4 96 / S CHOTÍ JITKOU ROZ. VESELOU / + MAUTHAUSEN / 24. X. 1942[18]
- Jeho jméno (Včelák Jan MUDr. *4. 4. 1896) i jméno jeho manželky (Včeláková Jitka roz. Veselá *21. 10. 1901) jsou uvedena na pomníku při pravoslavném chrámu svatého Cyrila a Metoděje (adresa: Praha 2, Resslova 9a).[5][8] Pomník byl odhalen 26. ledna 2011 a je součástí Národního památníku obětí heydrichiády.[19][20][21]
- Jan Včelák je připomenut na pamětní desce (umístěné v přízemí proti schodišti) v činžovním domě na adrese: Náměstí Kinských 602/2, 150 00 Praha 5.[10] V tomto domě MUDr. Jan Včelák také se svojí chotí Jitkou Včelákovu za protektorátu bydlel. V tomto domě též sídlila (až do ukončení své činnosti) Masarykova liga proti tuberkulóze.[22][23] Na desce je nápis se soupisem jmen: UKRÝVAJÍCÍ NARODNÍ MSTITELE NA HEYDRICHOVI, / SVŮJ ŽIVOT ZA VLAST A NÁROD OBĚTOVALI / TITO ČINOVNÍCI A ÚŘEDNÍCI MLPT : // PETR FAFEK / RELA FAFKOVÁ / LIBĚNA FAFKOVÁ / ANNA ŠRÁMKOVÁ / MARIE KARBANOVÁ / JAN SONNEVEND / MUDR KAREL SVĚRÁK / MUDR SOBĚSLAV SOBEK / MUDR JAN VČELÁK / JUDR JIŘÍ PLESKOT / SE 13 ČLENY SVÝCH RODIN. // JAN SONNEVEND BYL POPRAVEN 4. ZÁŘÍ 1942 V PRAZE. // OSTATNÍ BYLI POPRAVENI 24. ŘÍJNA 1942 V MAUTHAUSENU. // ČEST JEJICH NEHYNOUCÍ PAMÁTCE ! // MASARYKOVA LIGA PROTI TUBERKULOSE.[5][8][22]
- Jan Včelák je připomenut na desce z červeného mramoru v 1. patře školy v budově bývalého Vančurova gymnázia na Smíchově[5][8] na adrese: Praha 5, Drtinova 498/3. Na pamětní desce je nápis: PERIERUNT PER VIRTUTEM NON INTERIERUNT // následuje výčet jmen ... Dr. VČELÁK JAN ... pokračuje výčet jmen // 1939 – 1945.[24]
- Oba manželé jsou jmenováni na bronzové pamětní desce padlých a umučených sokolů, která je umístěna u vchodu do sportovního areálu na Pohořelci (Praha 1, Strahovská).[5][8][25] Na desce je nápis: 1939 – 1945 / ZEMŘELI, ABYCHOM ŽILI. // DR. KLÁRA ČERVENKOVÁ, OLDŘICH ČERVENKA, MARIE DOLEJŠOVÁ, PROF. ALOIS KAMENICKÝ, MARIE KAMENICKÁ, STANISLAV KOLÁŘ, MARIE KULHAVÁ, / ALOIS MATYÁŠ, JOSEF MUCHA, MILADA PIXOVÁ, PETR SALAČ, FRANTIŠEK ŠÍMA, DR. JIŘÍ SEDMÍK, JITKA VČELÁKOVÁ, DR. JOSEF VČELÁK. // NEZAPOMENEME! / DĚLNICKÁ TĚLOVÝCHOVNÁ JEDNOTA A ČS. SOC. DEMOKRACIE / PRAHA III - IV.[25]

## Galerie

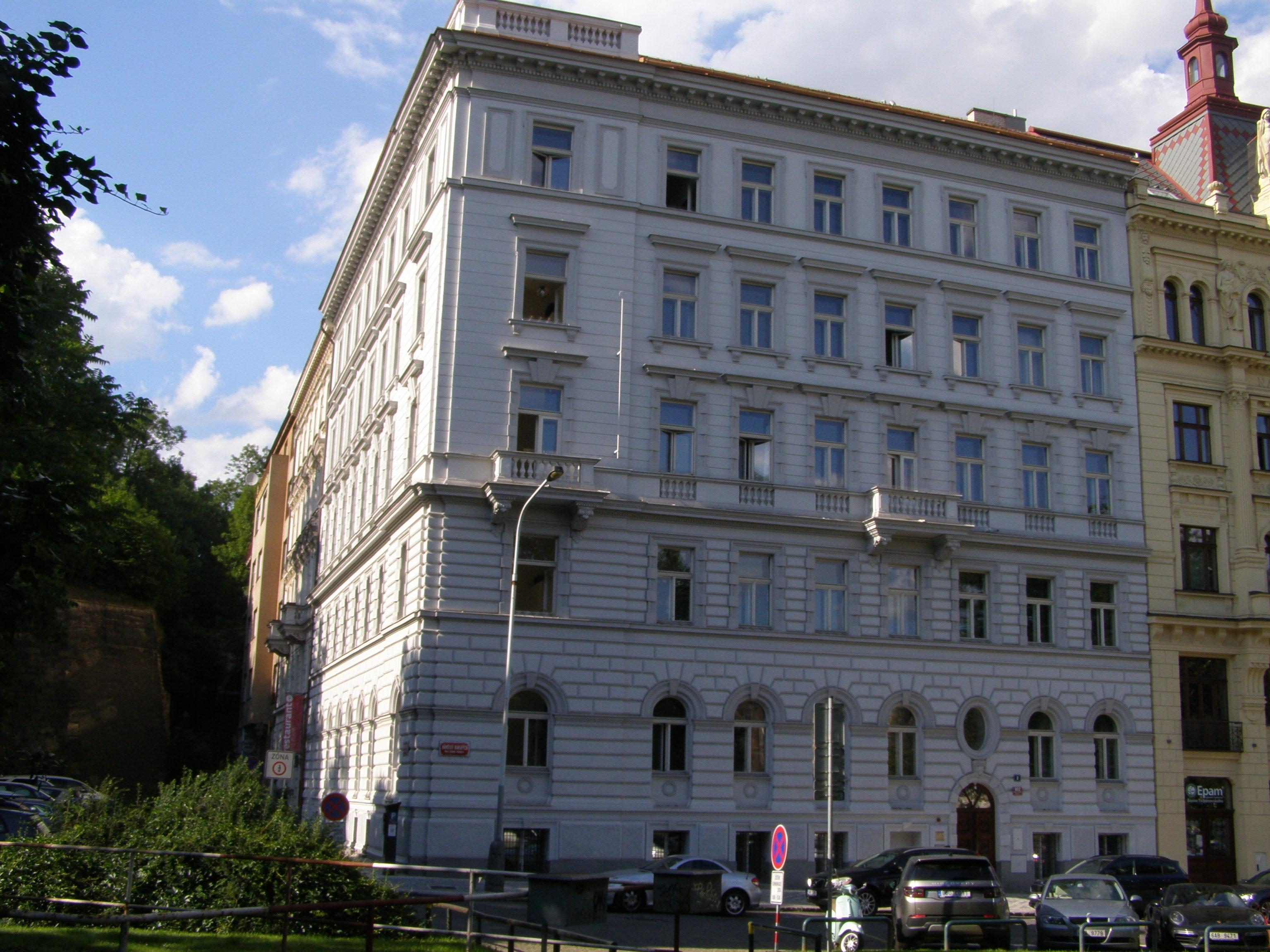
Sídlo Masarykovy ligy proti tuberkulóze (Náměstí Kinských 602/2, 150 00 Praha 5). Zde manželé Včelákovi za protektorátu bydleli
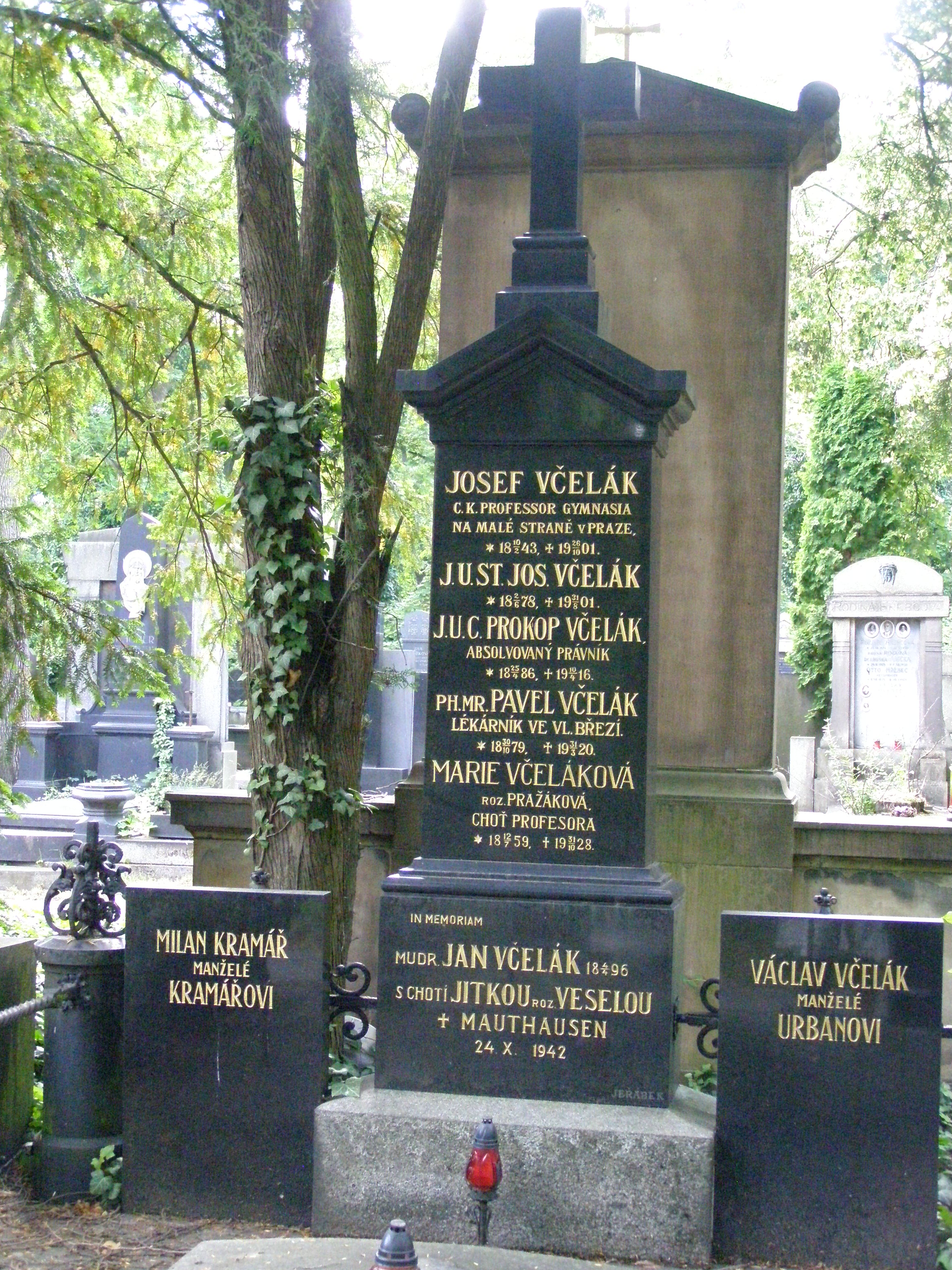
Celkový pohled na hrob rodiny Včelákových na hřbitově Malvazinky (C/3)
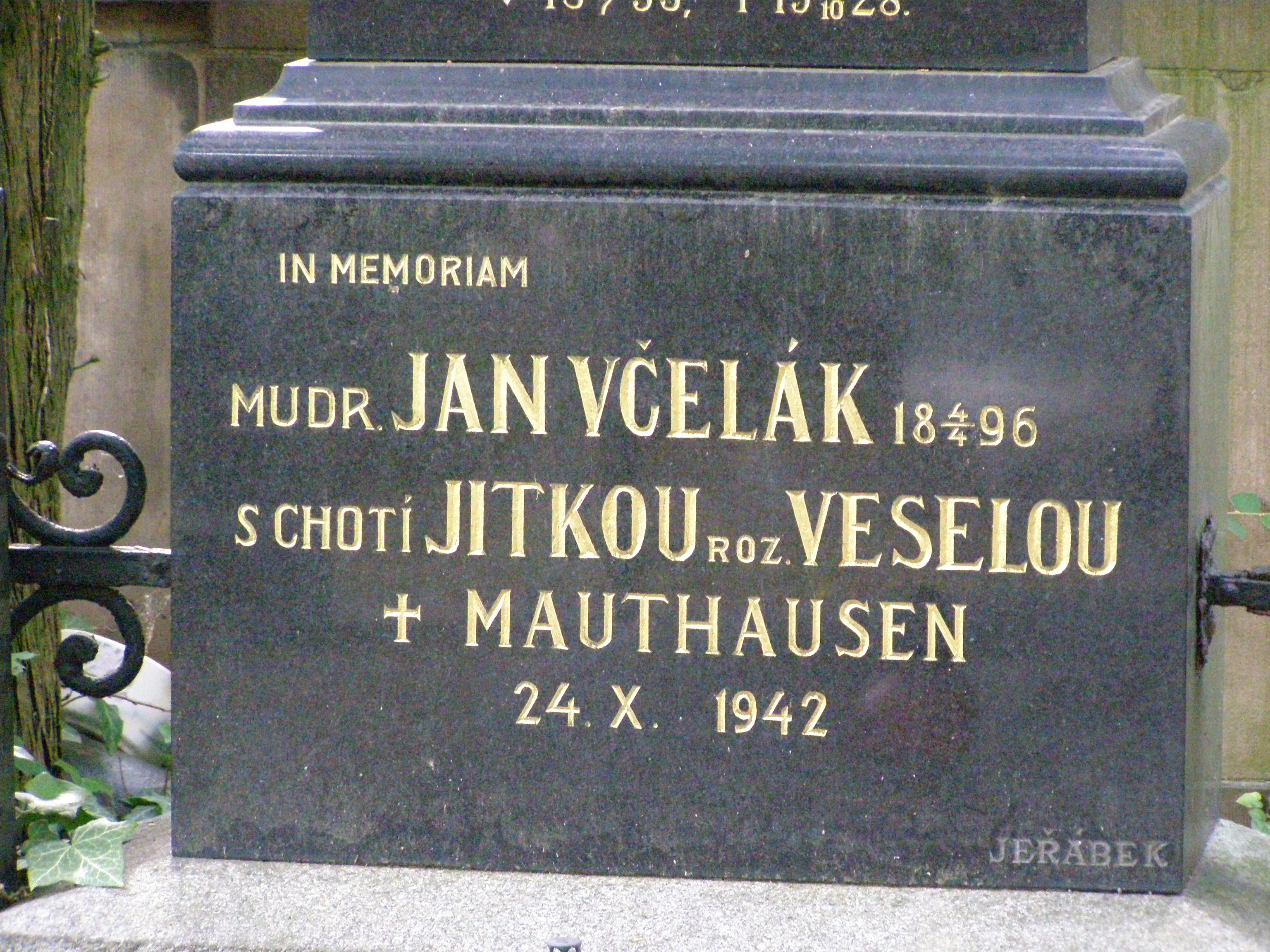
Kenotaf manželů Včelákových na pražském hřbitově Malvazinky (C/3)
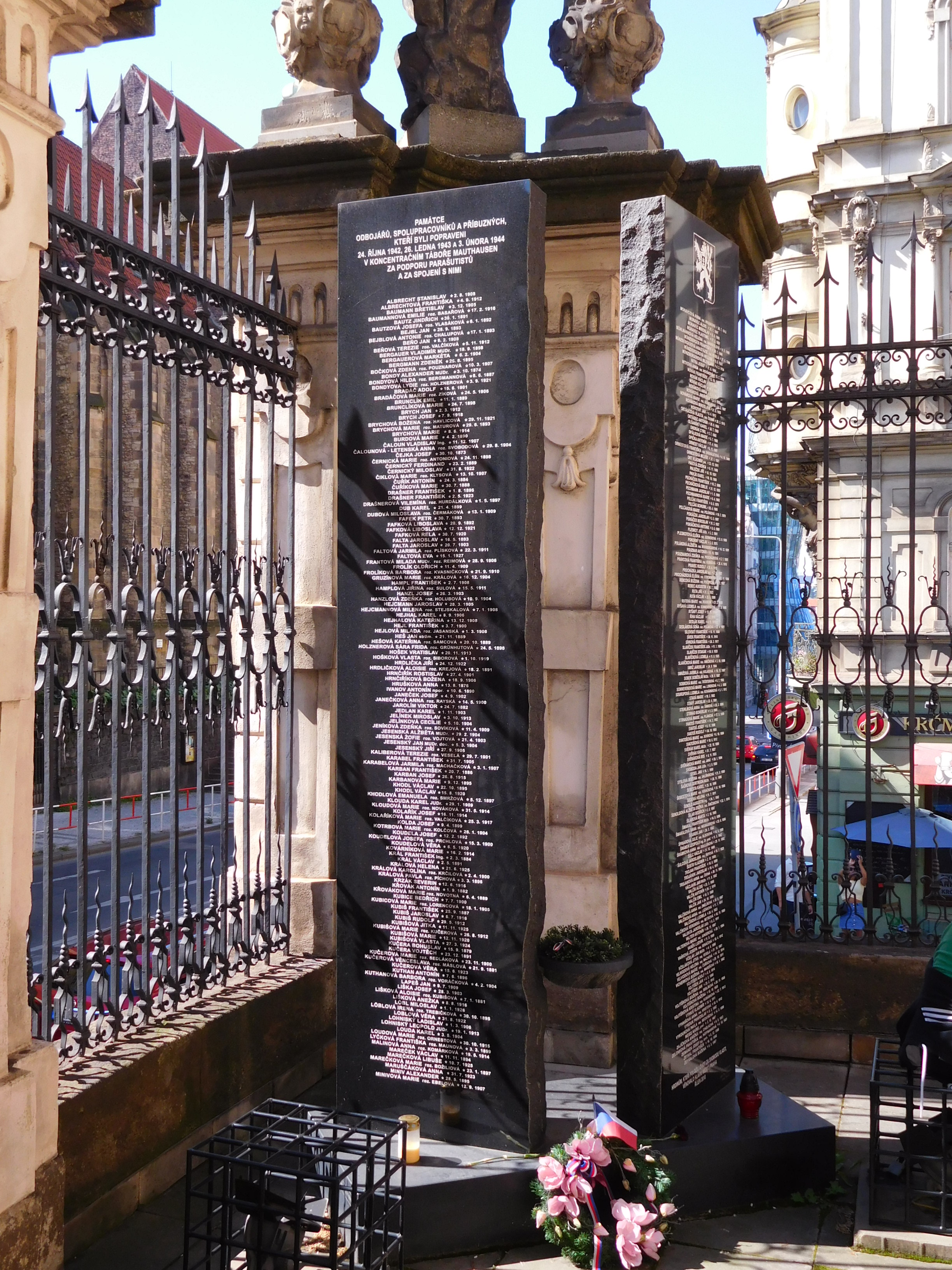
Pomník odbojářům popraveným a umučeným v souvislostí s operací Anthropoid (Resslova ulice)